# Isaura Espinoza
Isaura Espinoza (Piedras Negras, Coahuila, 25 de agosto de 1956) es una actriz mexicana de cine, televisión y teatro.

## Filmografía

### Telenovelas
- Médicos, línea de vida (2019) ...  Violeta[1]
- Ringo (2019) .... Licenciada Avendaño
- Por amar sin ley (2018) .... Juez Alina Miranda
- Hijas de la luna (2018) .... Madre superiora
- El color de la pasión (2014) .... Clara Rosales
- Abismo de pasión (2012) .... Marú
- Zacatillo, un lugar en tu corazón (2010) .... Belarmina
- Fuego en la sangre (2008) .... Hortensia
- Lola, érase una vez (2007-2008) .... Éter Holbein
- Amar sin límites (2006-2007) .... Isela
- Duelo de pasiones (2006) .... Blanca de Bernal
- Alborada (2005-2006) .... Eusebia
- Niña amada mía (2003) .... Paz Guzmán
- Navidad sin fin (2001-2002) .... Teresa
- Carita de ángel (2000-2001) .... Genoveva
- Tres mujeres (1999-2000) .... Diana Carmona
- Por tu amor (1999) .... Alejandra Avellán de Robledo
- Ángela (1998-1999) .... Norma Molina
- Gotita de amor (1998) .... Desdémona Mayoral
- El privilegio de amar (1998) .... Ella misma
- La jaula de oro (1997) .... Dolores
- Sentimientos ajenos (1996) .... Aurora Mendiola
- La antorcha encendida (1996) .... Micaela
- La paloma (1995) .... Teresa Tovar de López Yergo
- Corazón salvaje (1993-1994) .... Amanda Monterrubio vda. de Romero Vargas
- La sonrisa del diablo (1992) .... Leonor
- Balada por un amor (1989-1990) .... Lidia Mercader
- El rincón de los prodigios (1987) ....
- Cicatrices del alma (1986) .... Diana
- Marionetas (1986) .... Elvira García
- Cautiva (1986) ....
- Una mujer marcada (1979)

### Películas
- 4 hembras y un macho menos (1979)
- Las golfas del talón (1979)
- Albur de amor (1980)
- El sátiro (1980)
- La pulqueria (1981)
- Las siete cucas (1981)... María
- El bronco (1982)
- El diablo en persona (1982)... María
- Huevos rancheros (1982)... Jesusa Aguado
- Pedro Navaja (1983)
- Playa prohibida (1985)... Carmen
- El hijo de Pedro Navaja (1985)
- El criminal (1985)
- Ratas de la ciudad (1986)
- Trágico terremoto en México (1987)... Angela, enfermera
- Mujer de cabaret (1991) ... Elena
- Un hombre y una mujer con suerte (1992)
- El alimento del miedo (1994)
- Salto al vacío (1994)
- La víbora (1995)
- Bienvenida al clan (2000)... Isabel
- El tigre de Santa Julia (2002)... Simona Medina[2]
- Como tú me has deseado (2005)
- Contracorriente (2006)
- Escuela para enamorarse (2015)
- Inevitable (2019)
- The Juniors y la Fórmula Imperial (2021).... Ana Arreguín
- La isla de las muñecas (2021).... Diana Siller[3]
- Amor a fuego lento (2024)[4]

### Programas de televisión
- Esta historia me suena (2020-2022)[5]
- Como dice el dicho - (2011-2020)
- La rosa de Guadalupe - (2008-2024)
- Diseñador ambos sexos - Capítulo 1: La supervivencia del más apto (2001) .... Maestra Duarte
- Mujer, casos de la vida real (1997-2004)
- Chespirito - Capítulo 659: La posada en el hotel (1994) .... Sobrina de don Cecilio

### Obras de teatro
- Mujeres frente al espejo (2001)[6]
- Debiera haber obispas (2005)[7]
- En el centro del vientre (2010)[8]
- Una mujer muy música (2011)[9][10]
- La doble moral (2011)[11]
- La barca del pescador (2012)[12]
- Baño de mujeres (2013)[13]
- La casa de Bernarda Alba (2013)[14]
- Volando al sol (2015)[15]

## Premios y nominaciones

### Premios Ariel
| Año  | Categoría              | Película                | Resultado |
| ---- | ---------------------- | ----------------------- | --------- |
| 2003 | Mejor actriz de cuadro | El tigre de Santa Julia | Nominada  |

### Premios (APT)
| Año  | Categoría              | Obra de Teatro | Resultado |
| ---- | ---------------------- | -------------- | --------- |
| 2010 | Mejor actriz de teatro | Entre mujeres  | Ganadora  |

### Premios Gaviota
| Año  | Categoría                               | Resultado |
| ---- | --------------------------------------- | --------- |
| 2015 | Máximos personajes del ámbito artístico | Ganadora  |